# Zeltschach
Zeltschach (słoweń. Selče / Seliče / Selišče) – miejscowość w powiecie Sankt Veit an der Glan w Karyntii, w Austrii, położona na wysokości 817 m n.p.m.

## Historia
Pierwsza udokumentowana wzmianka pochodzi z 898 roku i wskazuje na ważne historyczne znaczenie miasteczka, w szczególności w okresie Średniowiecza. Wydobywano tam srebro, które znacznie przyczyniło się do rozkwitu miasta oraz do rozwoju sąsiedniego Friesach. Ze srebra wybijano monetę zwaną Friesacher Pfennig, która była powszechnie używana w czasach średniowiecznych na terenie dzisiejszej Austrii. Święta Emma z Gurk pochodziła z rodu hrabiowskiego wywodzącego się z Zeltschach. 
Przy gotyckim kościele parafialnym znajduje się romańska wieża. Główny ołtarz pochodzi z 1756 roku. 
W Zeltschach znajdują się ruiny zamku.

## Literatura
- Günter Blass, Alfred Pichler, Gismar Vorreiter: Die Silbergruben von Zeltschach bei Friesach. In: Carinthia II, Klagenfurt, Jahrgang 112,1 = 192 (2002), S. 245–254
- Josef Ernst von Koch-Sternfeld: Culturgeschichtliche Forschungen über die Alpen Zusatz zum Titel: zunächst über das dynastische, kirchliche, volkswirthschaftliche und commercielle Element an der Mur, Gurk und Drau, zu Friesach und Zeltschach, an der Save und Saan, und in der windischen Mark; vom VIII. bis in das XI. Jahrhundert, Verlagsort München, Verlag der Königlichen Akademie, Jahr 1851, aus: Abhandlungen der K. Bayer. Akad. d. Wiss.; 3,6,2